# Distretto di Naciria
Il distretto di Naciria è un distretto della provincia di Boumerdès, in Algeria, con capoluogo Naciria.

## Comuni
Il distretto di Naciria comprende 2 comuni:
- Naciria
- Ouled Aïssa